# Zygoruellia richardii
Zygoruellia richardii är en akantusväxtart som beskrevs av Henri Ernest Baillon. Zygoruellia richardii ingår i släktet Zygoruellia och familjen akantusväxter. Inga underarter finns listade i Catalogue of Life.